# Eagles
Eagles so ameriška rock skupina, ki so jo leta 1971 v Los Angelesu ustanovili Glenn Frey, Don Henley, Bernie Leadon in Randy Meisner. S petimi singli na prvih mestih, šestimi osvojenimi grammyji, petimi nagradami American Music Awards in šestimi albumi na prvih mestih lestvic so bili ena najuspešnejših skupin iz sedemdesetih let.
Po podatkih Združenja ameriške glasbene industrije (RIAA) so se v letu 2018 z albumsko kompilacijo Their Greatest Hits (1971–1975) s 38 platinastimi naslovi za več kot 38 milijonov prodanih izvodov od izida v letu 1976 uvrstili na prvo mesto najbolje prodajanih nosilcev zvoka vseh časov, z albumom Hotel California iz leta 1976 pa s prodanimi 26 milijoni izvodov na  tretje mesto, o čemer je poročala tudi nemška tiskovna agencija DPA (Deutsche Presse-Agentur).
Uredniki revije Rolling Stone posvečene popularni glasbi, so album Hotel California uvrstili tudi na 37. mesto seznama 500 najboljših albumov vseh časov,  skupina pa na 75. mesto seznama največjih glasbenih umetnikov vseh časov.
Eaglesi so eni izmed najbolje prodajanih glasbenih izvajalcev vseh časov, prodali so več kot 150 milijonov plošč. Samo v ZDA so prodali 100 milijonov plošč. S tem so peti najbolje prodajani glasbeni izvajalci in najbolje prodajana ameriška glasbena skupina v ameriški zgodovini.
Leta 1972 je skupina izdala svoj prvenec, Eagles, s katerega so izšli trije top 40 singli: »Take It Easy«, »Witchy Woman« in »Peaceful Easy Feeling«. Njihov naslednji album, Desperado, ki je izšel leto kasneje, je bil manj uspešen kot predhodnik. Dosegel je le 41. mesto lestvice, noben izmed njegovih singlov pa ni dosegel top 40. Kljub temu album vsebuje dve izmed najbolj popularnih skladb skupine: »Desperado« in »Tequila Sunrise«. Leta 1974 je skupina izdala naslednji album, On the Border, skupini pa se je med snemanjem albuma pridružil kitarist Don Felder. Album vsebuje dva top 40 singla: »Already Gone« in »Best of My Love«, ki je prvi singl skupine, ki se je uvrstil na vrh lestvice.
Naslednji album skupine, One of These Nights, ki je izšel leta 1975, vsebuje tri top 10 single: »One of These Nights«, »Lyin' Eyes« in »Take It to the Limit«. Eaglesi so uspešno nadaljevali in dosegli komercialni vrh konec leta 1976 z albumom Hotel California. Samo v ZDA je bilo prodanih več kot 16 milijonov izvodov albuma, po svetu pa več kot 32 milijonov izvodov. Z albuma sta izšla dva prvouvrščena singla, »New Kid in Town« in »Hotel California«. Zadnji studijski album, katerega naslednik je izšel šele čez 28 let, The Long Run, je izšel leta 1979. Album vsebuje tri top 10 single: »Heartache Tonight«, »The Long Run« in »I Can't Tell You Why«. »Heartache Tonight« je dosegel vrh lestvice.

## Sodelovanje z Davidom Geffenom, založbo Asylum Records ter tožba
Od samega začetka so člani prvotne zasedbe nastopali kot spremljevalna skupina kalifornijske pevke Linde Ronastadt, pod imenom The Stone Poneys. Kasneje je skupina spremenila ime v Eagles in z Geffenovo založbo Asylum Records podpisala pogodbi o snemanju in zalozništvu. Založnik Irving Azoff je Dona Henleya in Glenna Freya prepričal, da bi morala imeti, kot glavna avtorja skupine, tudi pravico nadzora nad prodajo nosilcev zvoka in od njih ter od koncertov prejemati sorazmerni del dobička, kljub temu, da jih je David Geffen ob sklenitvi pogodbe z Aslyum Records prepričeval, da so pravice do snemanja vezane na sklenitev založniške pogodbe. Henley in Frey sta vložila tožbo zoper založbo in pravdo dobila.
Julija 1980 je skupina Eagles razpadla, vendar so se člani leta 1994 ponovno zbrali in posneli album Hell Freezes Over, ki vsebuje tako žive kot studijske posnetke. Skupina je nato koncertirala, leta 1998 pa bila sprejeta v Hram slavnih rokenrola. Leta 2007 je skupina izdala prvi studijski album po 28 letih, Long Road Out of Eden. To je bil šesti album skupine, ki se je uvrstil na vrh lestvice. Leta 2008 so začeli s turnejo Long Road Out of Eden Tour. Leta 2013 so začeli s turnejo History of the Eagles Tour, ki se je zaključila z izdajo dokumentarnega filma skupine, History of the Eagles.
Marca 2016, po smrti Glenna Freyja in nastopu na 58. podelitvi grammyjev, je Henley za BBC povedal, da je bil to poslednji nastop skupine. Konec skupine je potrdil 10. junija 2016 v intervjuju za Rolling Stone. Kljub temu se je skupina leta 2017 reformirala, Freyjeve vokale pa sta prevzela njegov sin, Deacon Frey in Vince Gill.

## Zgodovina

### 1971–1973: Formiranje in prve izdaje
Začetki skupine segajo v leto 1971, ko je John Boylan, takratni manager Linde Ronstadt, povabil lokalna glasbenika Glenna Freyja in Dona Henleyja v njeno spremljevalno skupino. Henley se je s svojo skupino Shiloh preselil iz Teksasa v Los Angeles, da bi posnel album, ki ga je produciral Kenny Rogers, Frey pa je v L.A. prišel iz Michigana in ustanovil skupino Longbranch Pennywhistle; Henley in Frey sta se srečala leta 1970 v nočnem klubu Troubadour in se spoznala pri skupni glasbeni založbi, Amos Records. Kasneje sta se spremljevalni skupini Linde Ronstadt pridružila še Randy Meisner, ki je sodeloval v spremljevalni skupini Rickyja Nelsona The Stone Canyon Band, in Bernie Leadon, ki je sodeloval v skupini The Flying Burrito Brothers. Skupina je odšla na promocijsko turnejo albuma Silk Purse.
Na turneji sta se Frey in Henley odločila ustanoviti skupino, o čemer sta obvestila Ronstadtovo. Frey je kasneje pojasnil, da je Ronstadtova povabila Leadona v svojo skupino in je tako zaslužna, da sta ga Frey in Henley povabila v njuno skupino. Kasneje je trojica v skupino povabila še Meisnerja. Četverica je skupaj z Ronstadtovo igrala v živo le na julijskem koncertu v Disneylandu, vsi štirje pa so sodelovali pri snemanju njenega albuma Linda Ronstadt. Kasneje je prišlo do zamisli, da bi se skupini pridružil še J. D. Souther, vendar je bil Meisner proti. Septembra 1971 je četverica sklenila pogodbo z založbo Asylum Records, ki jo je ustanovil David Geffen, ki ga je Freyju predstavil Jackson Browne. Geffen je odkupil Freyjevo in Henleyjevo pogodbo z založbo Amos Records in poslal četverico v Aspen, Kolorado, da bi se kot skupina razvili. Čeprav si uradno še niso izbrali imena, so oktobra 1971 že nastopili pod imenoma Teen King in The Emergencies v klubu The Gallery v Aspnu. Don Felder je kot »krivca« za ime »Eagles« označil Leadona. Ta naj bi med časom, ko je bila skupina pod vplivi pejotla in tequile, govoril o svojem branju o hopijskem čaščenju orla. J.D. Souther pravi, da je ideja o takšnem poimenovanju skupine prišla, ko je Frey zavpil »Eagles!«, ko je nad sabo videl orle. Steve Martin, ki je poznal Eaglese še iz časov The Troubadourja, v svoji avtobiografiji govori, da je skupini predlagal, naj se poimenujejo »The Eagles«, Frey pa je vztrajal pri »Eagles«. Geffen in njegov poslovni partner Elliot Roberts sta sprva vodila skupino, med snemanjem tretjega albuma skupine pa ju je na tem položaju zamenjal Irving Azoff.
Debitantski istoimenski album skupine je bil posnet februarja 1972 v Angliji, producent albuma pa je bil Glyn Johns. Johns je bil navdušen nad harmonskim petjem skupine in je zaslužen za preoblikovanje skupine v »country rock skupino s tistimi visokoletečimi harmonijami«. Eagles, ki je izšel 1. junija 1972, je bil uspešen, z njega so izšli trije top 40 singli. Prvi singl in prva skladba, »Take It Easy«, je skladba, ki sta jo napisala Frey in njegov takratni sosed in country roker Jackson Browne. Browne je napisal prvi verz skladbe, vendar se je ustavil pri drugem verzu, za vrstico »I'm standing on a corner in Winslow, Arizona«. Frey je verz dopolnil z »It's a girl, my Lord, in a flatbed Ford, slowin' down to take a look at me«. Browne je nato napisal še preostanek besedila. Singl je dosegel 12. mesto lestvice Billboard Hot 100 in popeljal Eaglese do slave. Sledila mu je bluesovsko obarvana skladba »Witchy Woman« in soft country rock balada »Peaceful Easy Feeling«. Singla sta se uvrstila na 9. in 22. mesto lestvice. Skupina je album promovirala na svoji ameriški turneji kot predskupina zasedbi Yes.
Drugi album skupine, Desperado, govori o ameriških odpadnikih Divjega zahoda ter primerja njihov življenjski slog z življenjskim slogom rockovskih zvezd. To je prvi album skupine, ki je prikazal nagnjenja skupine do konceptualnega skladanja pesmi. Med snemanjem tega albuma sta Henley in Frey prvič začela skladati skupaj. Skupaj sta napisala osem od enajstih skladb z albuma, med njimi skladbi »Tequila Sunrise« in »Desperado«, dve izmed najpopularnejših skladb skupine. Bluegrass skladbe »Twenty-One«, »Doolin–Dalton« in balada »Saturday Night« prikazujejo Leadonovo obvladovanje banja, kitare in mandoline. Zgodba razvpite tolpe Divjega zahoda Doolin–Dalton je glavni tematski fokus albuma, kar lahko opazimo v skladbah »Doolin–Dalton«, »Desperado«, »Certain Kind of Fool«, »Outlaw Man« in »Bitter Creek«. Album je bil manj uspešen kot predhodnik, dosegel je le 41. mesto lestvice Billboard 200, z njega pa sta izšla singla »Tequila Sunrise«, ki je dosegel 61. mesto lestvice Billboard Hot 100 in »Outlaw Man«, ki je dosegel 59. mesto. S Henleyjem in Freyjem, ki sta napisala večino skladb z albuma, je skupina dobila dvojec, ki je napisal večino skladb, začel pa je tudi prevladovati v smislu vodenja skupine, čeprav je bila zgodnja predpostavka, da bosta sčasoma to, kot glasbena veterana, postala Leadon in Meisner.

### 1973–1975:On the BorderinOne of These Nights
Pri naslednjem albumu sta Henley in Frey želela skupino usmeriti od country rocka proti hard rocku. Snemanje so Eaglesi začeli s producentom Glynom Johnsom, ki je večinoma poudarjal bujno plat njihove dvorezne glasbe. Potem ko so z njim posneli le dve uporabni skladbi, se je skupina obrnila na Billa Szymczyka, da bi produciral preostale skladbe. Szymczyk je želel kitarista s tršim zvokom za skladbo »Good Day in Hell« in skupina se je spomnila na Leadonovega prijatelja iz otroških let Dona Felderja, ki je leta 1972, ko so Eaglesi peli kot predskupina zasedbi Yes, v zakulisju »jamal skupaj « z Eaglesi.
Na jamu je Frey Felderja poimenoval z vzdevkom »Fingers«, ki je opisal njegove kitarske sposobnosti. Januarja 1974 je Frey poklical Felderja, če bi dodal slide kitaro pri skladbi »Good Day in Hell«. Člani skupine so bili nad njim tako navdušeni, da so ga naslednji dan povabili v skupino. Felder je igral še na eni skladbi »Already Gone«, na kateri je izvedel kitarski duet s Freyjem. »Already Gone« je izšla kot prvi singl z albuma in dosegel 32. mesto lestvice. Z albuma je izšel tudi singl »Best of My Love«, ki je 1. marca 1975 dosegel vrh lestvice. To je bil prvi singl skupine od skupno petih, ki so dosegli vrh lestvice. Na albumu sta se znašli tudi priredba skladbe Toma Waitsa »Ol' '55« in singl »James Dean«, ki je dosegel 77. mesto lestvice.
6. aprila 1974 je skupina igrala na festivalu California Jam v Ontariu. Festivala se je udeležilo več kot 300.000 ljudi in poimenovan je bil tudi »The Woodstock of the West Coast« (Woodstock Zahodne obale). Festivala so se udeležili izvajalci kot so Black Sabbath, Emerson, Lake & Palmer, Deep Purple, Earth, Wind & Fire, Seals & Crofts, Black Oak Arkansas in Rare Earth. Odlomki festivala so bili predvajani na televiziji ABC v ZDA, kar je pripomoglo k večji prepoznavnosti Eaglesov. Felder je nastop izpustil, ker se je udeležil rojstva svojega sina; na klavirju in akustični kitari ga je nadomestil Jackson Browne.
10. junija 1975 so Eaglesi izdali svoj četrti album, One of These Nights. Album je bil prebojni in Eaglesi so postali zaradi njega mednarodno prepoznavni, bil pa je tudi prvi album v seriji štirih albumov, ki je dosegel vrh lestvice. Na albumu se je nadaljevala dominacija dvojca Henley - Frey. Prvi singl je bil naslovna skladba in je postal drugi zaporedni prvouvrščeni singl. Frey je dejal, da je to njegova najljubša melodija Eaglesov. Drugi singl, »Lyin' Eyes«, je dosegel drugo mesto lestvice in je skupini prinesel prvega grammyja za najboljšo vokalno pop izvedbo dueta ali skupine. Zadnji singl, »Take It to the Limit«, ki so ga napisali Meisner, Henley in Frey, je edini singl skupine, ki ga je odpel Meisner. Singl je dosegel četrto mesto lestvice. Skupina je nato odšla na dolgo svetovno promocijsko turnejo, album pa je bil nominiran za grammyja za album leta. Skupina se je 25. septembra 1975 prvič znašla na naslovnici revije Rolling Stone, 28. septembra 1975 pa je skupaj z Lindo Ronstadt, Jacksonom Brownom in zasedbo Toots and the Maytals nastopila pred 55.000 ljudmi na Anaheim Stadiumu.
One of These Nights je bil zadnji album skupine, na katerem je igral ustanovni član skupine Bernie Leadon. Leadon je bil avtor ali soavtor treh skladb z albuma, vključno s skladbo »I Wish You Peace«, ki jo je napisal skupaj s svojim takratnim dekletom Patti Davis, sicer hčerko takratnega guvernerja Kalifornije, Ronalda Reagana in Nancy Reagan, in instrumentalom »Journey of the Sorcerer«, ki je kasneje postala naslovna skladba BBC-jeve radijske in televizijske verzije Štoparskega vodnika po galaksiji. Leadon je bil razočaran nad smerjo, v katero je skupina šla, izgubljal pa je tudi svojo kreativnost, ker se je zvok skupine odmaknil od njegovega priljubljenega countryja proti rock 'n' rollu. Njegovo nezadovoljstvo, predvsem nad Freyjem, je doseglo svoj vrhunec neke noči, ko je Frey govoril o glasbeni smeri, katero naj bi skupina ubrala, Leadon pa je medtem zlil pivo po Freyjevi glavi in mu dejal naj se malce umiri. 20. decembra 1975 je, po mesecih zanikanj, v javnost prišla vest, da je Leadon zapustil skupino.

### 1975–1977:Hotel Californiain velik uspeh
Leadonova zamenjava, ki je bila uradno znana 20. decembra 1975, je postal kitarist, pevec in klaviaturist Joe Walsh, ki je že nekaj časa prijateljeval s skupino. Pred tem je nastopal pri zasedbah James Gang, Brainstorm in kot solo izvajalec; njegov manager je bil prav tako Azoff, njegov producent pa Szymczyk. Nekateri so izrazili dvom ali Walsh sploh sodi v skupino, saj naj bi bil »predivji« za Eaglese, kar je posebej poudarjal Henley. Po Leadonovem odhodu je country zvok Eaglesov skoraj povsem izginil, skupine pa se je s prihodom Felderja in kasneje Walsha oprijel trši zvok. Felder je moral na prihajajočih turnejah igrati tudi banjo, mandolino in pedal steel, kar je sicer pred njim igral Leadon.
V začetku 1976 je skupina izdala prvi kompilacijski album, Their Greatest Hits (1971–1975). Album je postal najbolje prodajan album 20. stoletja v ZDA, kjer je bilo prodanih 29 milijonov izvodov, 42 milijonov izvodov pa je bilo prodanih po vsem svetu. Album je ostal najbolje prodajan vse dokler ga ni leta 2009, po smrti Michaela Jacksona, prehitel njegov album Thriller. Album je Eaglese potrdil kot najuspešnejšo ameriško skupino desetletja.
Naslednji album, Hotel California, ki je izšel 8. decembra 1976, je bil peti studijski album skupine in prvi, na katerem je igral tudi Walsh. Album je bil dokončan po letu in pol, ta proces pa je, skupaj s turnejo, »osušil« skupino. Prvi singl z albuma, »New Kid in Town«, je postal tretji singl skupine, ki je dosegel vrh lestvice.
Drugi singl, »Hotel California«, je maja 1977 dosegel vrh lestvice in postal ena najprepoznavnejših skladb skupine. Skladba predstavlja Henleyja na glavnem vokalu ter kitarski solo Felderja in Walsha. Napisali so jo Felder, Henley in Frey, pri čemer je Felder napisal vso glasbo. Nenavadno besedilo je bilo interpretirano na številne, tudi kontroverzne načine. Pojavljale so se celo govorice, da govori o satanizmu. Skupina je zanikala te govorice, v dokumentarnem filmu History of the Eagles pa je govorice še enkrat zanikal Henley, ki je leta 2007 za 60 Minutes povedal, da gre za skladbo o temni strani ameriških sanj in o ameriškem ekscesu.
Z nekoliko tršim zvokom je bil singl »Life in the Fast Lane« velik uspeh, ki je pomagal pri Walshevi uveljavitvi v skupini. To je bil tretji in zadnji singl z albuma, ki je dosegel 11. mesto lestvice. Prva stran albuma se zaključi z balado »Wasted Time«, druga stran pa se začne z njeno reprizo. Zadnja skladba z albuma je »The Last Resort«, skladba, ki jo je Frey nekoč označil kot »Henleyjev opus«, Henley pa jo je opisal kot »nikoli v celoti realizirano«.
Na drugi strani albuma je v vinilu jedkano sporočilo »V.O.L. Is Five-Piece Live«, kar pomeni, da je bil instrumentalni del skladbe »Victim of Love« posnet v studiu v živo, brez nasnemavanj. Henley je to potrdil v notranjih opombah albuma The Very Best Of. Skladba pa je bila tudi predmet spora med Donom Felderjem in preostalimi člani skupine. V dokumentarcu iz leta 2013 je Felder trdil, da so mu člani skupine obljubili glavni vokal pri skladbi »Victim of Love«, za katero je napisal večino glasbe. Po številnih neproduktivnih poskusih snemanja Felderjevega vokala je manager skupine, Irving Azoff, Felderja odpeljal na malico. Felderja so nato odstranili iz miksa, glavni vokal pa je medtem posnel Don Henley. Joe Walsh je dejal, da ni Felder skupini nikoli odpustil tega (v svoji knjigi je Felder sicer zanikal zamero). Album Hotel California se je pojavil na številnih seznamih najboljših albumov vseh časov in je najbolje prodajani studijski album skupine. V ZDA je bilo prodanih več kot 16 milijonov izvodov, po vsem svetu pa več kot 32 milijonov.
Album je prejel grammyja za »posnetek leta« (»Hotel California«) in za »najboljši vokalni aranžma« (»New Kid in Town«). Album se je uvrstil na vrh lestvice in je bil leta 1978 nominiran za album leta, vendar je izgubil proti albumu Rumours skupine Fleetwood Mac. Dolga svetovna promocijska turneja je utrudila člane skupine in ustvarila napetosti med njimi.
Hotel California je zadnji album, na katerem je igral ustanovni član skupine Randy Meisner, ki je skupino nenadoma zapustil po turneji leta 1977. Skupina je bila na turneji enajst mesecev, člani skupine pa so bili zaradi turneje utrujeni. Ko so junija 1977 prispeli v Knoxville, Tennessee, se je Meisnerju pojavila peptična razjeda. Meisner je tako imel težave z visokimi toni v njegovi prepoznavni skladbi »Take It to the Limit« in je ni želel izvajati. Frey in Meisner sta nato govorila o njegovi nepripravljenosti izvajanja te skladbe in Meisner se je odločil, da ne bo odpel skladbe na koncertu, ker je staknil tudi gripo. Frey in Meisner sta nato v zaodrju fizično obračunala, nakar je Meisner zapustil stavbo. Po incidentu je bil Meisner izoliran iz skupine in se je odločil zapustiti skupino po koncu turneje ter se vrniti v Nebrasko k družini. Njegov zadnji nastop s skupino je bil 3. septembra 1977 v East Troyju, Wisconsin. Meisnerja je pri Eaglesih nadomestil isti glasbenik, ki ga je nadomestil že pri skupini Poco, Timothy B. Schmit, ki je bil tudi edini kandidat za Meisnerjevo mesto.
Leta 1977 je skupina, brez Felderja, prispevala instrumentale in spremljevalne vokale na albumu Little Criminals, Randyja Newmana, vključno s skladbo »Short People«, kjer sta spremljevalne vokale pela Frey in Schmit.

### 1977–1980:The Long Runin razpad
Leta 1977 so Eaglesi odšli v studio in začeli s pripravljanjem nasednjega albuma, The Long Run. Skupina je album končala v dveh letih. Sprva je bilo mišljeno, da bi bil to dvojni album, vendar člani skupine niso napisali dovolj skladb. The Long Run je izšel 24. septembra 1979. Nekateri kritiki so ga označili za neuspeh, ker ni mogel parirati predhodniku, vseeno pa je bil komercialno uspešen. Dosegel je vrh lestvice, prodanih pa je bilo sedem milijonov izvodov. Z albuma so izšli tudi trije top 10 singli. »Heartache Tonight« je bil zadnji singl skupine, ki je 10. novembra 1979 dosegel vrh lestvice, »The Long Run« in »I Can't Tell You Why« pa sta oba dosegla osmo mesto lestvice. Skupina je osvojila skupno četrtega grammyja za skladbo »Heartache Tonight«. Skladbi »In the City«, ki jo je napisal Walsh in »The Sad Cafe« sta postali del koncertnega repertoarja. Skupina je med snemanjem posnela tudi dve božični skladbi, »Funky New Year« in »Please Come Home for Christmas«, slednja je leta 1978 izšla kot singl in dosegla 18. mesto lestvice.
Frey, Henley in Schmit so prispevali spremljevalne vokale na singlu »Look What You've Done to Me« avtorja Boza Scaggsa. Drugačna verzija skladbe z ženskimi spremljevalnimi vokali se je pojavila na soundtracku Urban Cowboy, skupaj s hitom Eaglesov, »Lyin' Eyes«.
31. julija 1980 so v Long Beachu izbruhnila čustva, kar je bilo opisano kot »Long Night at Wrong Beach« (»dolga noč na napačni plaži«). Pred začetkom koncerta je med Felderjem in Freyjem izbruhnilo sovraštvo, ki se je začelo s tem, da je Felder ženi senatorja Kalifornije dejal: »Ni za kaj - mislim«, ko se je ta zahvalila skupini za koncert ob senatorjevi ponovni izvolitvi. Frey in Felder sta cel koncert drug drugemu grozila s kasnejšim fizičnim obračunom. »Še tri skladbe, pa te bom pretepel,« je Frey dejal Felderju pred koncem koncerta. Med skladbo »Best of My Love« pa je Felder Freyju dejal: »Ko bomo šli z odra te bom pretepel.«
Pokazalo se je, da je bil to konec skupine, ki pa je še vedno bila pod pogodbo z založbo Elektra Records, pri kateri naj bi izdala album v živo s turneje. Tako je novembra 1980 izšel album Eagles Live, ki je bil zmiksan na obeh straneh države, saj je Frey že bil zapustil skupino in je ostal v Los Angelesu, ostali pa so v Miamiju pripravljali album. Producent albuma Bill Szymczyk je dejal, da je skupina trojne harmonije zaključevala kar prek Federal Expressa. Frey ni želel govoriti z nobenim članom skupine in je odpustil Irvinga Azoffa kot svojega managerja. Na notranjih opombah albuma je preprosto zapisano »Hvala vam in lahko noč.« Z albuma je izšel singl, »Seven Bridges Road«, ki je bil posnet na enem izmed koncertov. Skladbo je napisal Steve Young, aranžiral pa Iain Matthews na svojem albumu Valley Hi, ki je izšel leta 1973. Singl je leta 1980 dosegel 21. mesto lestvice in je postal zadnji top 40 singl skupine do leta 1994.

### 1980–1994: Premor
Po razpadu skupine so njeni člani začeli s solo karierami. Elektra, dolgoletna založba skupine, je bila lastnik pravic solo albumov njenih članov. Walsh je bil v 70. letih, pred časom z Eaglesi in po njem, že uveljavljen solo izvajalec, ostali člani pa so se prvič predstavili kot solisti. Leta 1981 je Walsh izdal uspešen album There Goes the Neighborhood, ostali njegovi albumi iz 80. let, kot je na primer Got Any Gum?, pa so bili manj uspešni. V tem času je kot studijski glasbenik sodeloval z Danom Fogelbergom, Stevom Winwoodom, Johnom Entwistlom, Richardom Marxom in skupino Emerson, Lake & Palmer, kot producent in skladatelj pa je med drugim sodeloval pri albumu Old Wave, ki ga je izdal Ringo Starr.
Henley je verjetno dosegel največji komercialni solo uspeh od vseh članov skupine Eagles. Leta 1981 je sodeloval v duetu s Steviejem Nicksom iz skupine Fleetwood Mac. Skupaj sta izvedla skladbo »Leather and Lace«. Leta 1982 je izdal album I Can't Stand Still, ki vsebuje hit »Dirty Laundry«. Ta album se težko primerja z njegovim naslednikom, Building the Perfect Beast (1984), ki vsebuje hite »The Boys of Summer« (peto mesto lestvice), »All She Wants to Do Is Dance« (deveto mesto), »Not Enough Love in the World« (34. mesto) in »Sunset Grill« (22. mesto). Njegov naslednji album, The End of the Innocence, ki je izšel leta 1989, je bil prav tako zelo uspešen. Album vsebuje skladbe »The End of the Innocence«, »The Last Worthless Evening« in »The Heart of the Matter«. Njegova solistična kariera je bila prekinjena zaradi spora o pogodbi med njim in njegovo založbo, ki je bil razrešen ob ponovni obuditvi Eaglesov leta 1994.
Tudi Frey je v 80. letih dosegel solo uspeh. Leta 1982 je izdal debitantski album No Fun Aloud, s katerega je izšel hit »The One You Love«, ki je dosegel 15. mesto lestvice. Z naslednjega albuma, The Allnighter, ki je izšel dve leti kasneje, je izšel hit »Sexy Girl«, ki je dosegel 20. mesto lestvice. S skladbo »The Heat Is On« iz soundtracka filma Policaj z Beverly Hillsa je dosegel drugo mesto lestvice. Še eno drugo mesto lestvice je dosegel leta 1985 s skladbo »You Belong to the City« iz soundtracka Miami Vice, ki vsebuje še eno Freyjevo skladbo, »Smuggler's Blues«. V istoimenski epizodi serije se je Frey pojavil kot »Jimmy«. Prispeval je tudi skladbo »Flip City« za soundtrack Ghostbusters II in skladbo »Part of Me, Part of You« za soundtrack Thelma & Louise.
Nekdanji skladatelj, kasneje filmar Cameron Crowe, tudi oboževalec Eaglesov, je v svoji novinarski karieri napisal številne članke o skupinah Eagles in Poco. Leta 1982 je bil po njegovem prvem scenariju posnet celovečerni film Fast Times at Ridgemont High. Film je koproduciral manager Eaglesov, Irving Azoff, ki je prav tako koproduciral soundtrack, ki je izšel pri Elektri. Henley, Walsh, Schmit in Felder so prispevali solo skladbe k soundtracku filma. Glasbena skupina, ki igra na koncu filma, igra priredbo skladbe Eaglesov »Life in the Fast Lane«. 
Felder je prav tako izdal solo album in prispeval dve skladbi soundtracku filma Heavy Metal: »Heavy Metal (Takin' a Ride)«, pri kateri spremljevalne vokale pojeta Henley in Schmit in »All of You«. Felder je imel tudi manjši hit »Bad Girls«, ki je izšel na njegovem albumu Airborne.
Schmit je imel plodno solo kariero. Soundtrack filma Fast Times at Ridgemont High vsebuje njegov hit »So Much in Love«. Sodeloval je tudi z zasedbo Crosby, Stills & Nash in je prispeval vokal pri skladbah »Southern Cross« in »Wasted on the Way«, ki sta izšli na albumu Daylight Again, saj je skupina potrebovala dodatnega vokalista zaradi Crosbyjeve zasvojenosti z drogo. Schmit je pel tudi spremljevalne vokale na albumu Toto IV skupine Toto, vključno s skladbo »I Won't Hold You Back«, leta 1982 pa je s skupino odšel na evropsko turnejo. Med letoma 1983 in 1985 je bil član skupine Coral Reefer Jimmyja Buffetta in skoval pojem »Parrotheads« za Buffettove zveste oboževalce. Leta 1987 je imel top 40 hit »Boys' Night Out« in top 30 hit lestvice Adult Contemporary, »Don't Give Up«. Obe skladbi sta izšli na njegovem albumu Timothy B. Skupaj z Meisnerjem in Walshem se je Schmit pojavil na debitantskem singlu Richarda Marxa »Don't Mean Nothing«. Leta 1992 sta Schmit in Walsh kot člana superskupine All-Starr Band odšla na turnejo in s skupino posnela album v živo na Montreux Jazz Festivalu. Schmit je, poleg albuma Timothy B., izdal še dva solo albuma, leta 1984 Playin' It Cool in Tell Me the Truth leta 1990. Schmit je bil edini nekdanji član Eaglesov, ki se je pojavil na kompilacijskem spominskem albumu Common Thread: The Songs of the Eagles, kjer je prispeval spremljevalne vokale Gillovi priredbi skladbe »I Can't Tell You Why«.
Meisner je trikrat dosegel top 40 lestvice, vključno s skladbo »Hearts on Fire«, ki se je leta 1981 uvrstila na 19. mesto lestvice.

### 1994–2001: Obuditev skupine inHell Freezes Over
Spominski kompilacijski album Eaglesov, Common Thread: The Songs of the Eagles, je izšel leta 1993, 13 let po razpadu skupine. Travis Tritt je želel v videospotu »Take It Easy« posneti Eaglese za časa albuma The Long Run in ti so na to pristali. Po dolgih letih govoric v javnosti se je skupina naslednje leto ponovno zbrala. Zasedba je ostala ista kot pri albumu The Long Run: Frey, Henley, Walsh, Felder in Schmit, na koncertih pa so jih spremljali Scott F. Crago (bobni), John Corey (klaviature, kitara, spremljevalni vokali), Timothy Drury (klaviature, kitara, spremljevalni vokali) in Al Garth (saksofon, violina).
Na prvem javnem nastopu aprila 1994 je Frey dejal, da »ni skupina nikoli razpadla, da si je le vzela 14-letne počitnice«. Na turneji, ki je sledila, je bil posnet album v živo Hell Freezes Over (poimenovan je bil po Henleyjevi izjavi ob razpadu skupine, da »se bo skupina ponovno združila, ko bo pekel zmrznil«), ki je debitiral na prvem mestu lestvice. Z albuma so izšle tudi štiri nove studijske skladbe. »Get Over It« in »Love Will Keep Us Alive« sta se uvrstili med top 40. Tako album kot turneja sta se izkazala za uspešna, prodanih pa je bilo šest milijonov izvodov albuma. Turneja je bila septembra 1994 prekinjena zaradi Freyjevih težav z divertikulitisom, leta 1995 pa se je nadaljevala in trajala vse do leta 1996. Leta 1998 je bila skupina sprejeta v Hram slavnih rokenrola. Na slovesnosti ob sprejemu je vseh sedem članov Eaglesov (Frey, Henley, Felder, Walsh, Schmit, Leadon in Meisner) skupaj izvedlo skladbi »Take It Easy« in »Hotel California«. Sledile so številne turneje, znane predvsem po rekordnih cenah vstopnic.
28. in 29. decembra 1999 so Eaglesi nastopili v Mandalay Bay Events Centru v Las Vegasu, 31. decembra pa v Staples Centru v Los Angelesu. To so bili zadnji koncerti skupine, na katerih je igral Don Felder. Koncerti so kasneje postali del tožbe, ki jo je Felder vložil proti članom skupine. Koncertni posnetki so izšli na zgoščenki kot del seta Selected Works: 1972–1999, ki je izšel novembra 2000. Set je, poleg koncerta, vključeval tudi hit single skupine, skladbe z albumov in posnetke s snemanja albuma The Long Run. Leta 2002 je set prejel platinasti certifikat organizacije Recording Industry Association of America. Leta 2001 je skupina nadaljevala s turnejo. Zasedbo so sestavljali Frey, Henley, Walsh in Schmit ter Steuart Smith (kitare, mandolina, klaviature, spremljevalni vokali; prevzel je Felderjevo vlogo), Michael Thompson (klaviature, trombon), Will Hollis (klaviature, spremljevalni vokali), Scott Crago (bobni, tolkala), Bill Armstrong (trobila), Al Garth (saksofon, violina), Christian Mostert (saksofon) in Greg Smith (saksofon, tolkala).

### 2001–2007: Felderjeve tožbe in premor
6. februarja 2001 je bil Felder odpuščen iz skupine Eagles. Kmalu je vložil tožbe proti podjetju Eagles, Ltd., Donu Henleyju in Glennu Freyju. Kasneje je Felder razkril, da sta Henley in Frey po turneji Hell Freezes Over vztrajala, da bi morala dobiti večji delež zaslužka od turneje, čeprav je bil prej zaslužek enakomerno porazdeljen med vseh pet članov skupine. Felder ju je tudi obtožil, da sta ga silila v podpis sporazuma, po katerem sta Frey in Henley prejela trikrat večji delež dobička od prodaje box seta Selected Works: 1972–1999 kot Felder. Set je izšel novembra 2000, prodanih pa je bilo približno 267.000 izvodov. Skupina je od prodaje zaslužila več kot 16 milijonov dolarjev. 
Odvetnik Freyja in Henleyja, Daniel M. Petrocelli, je o tem dejal, da sta se »Henley in Frey odločila, da Felder ne bo več član skupine; da sta ga odpustila iz skupine, kar naj bi bila njuna pravica, ter da se takšne stvari v rock skupinah dogajajo že od samega začetka.«
Henley in Frey sta nato Felderja tožila zaradi kršitve pogodbe in poskusa izdaje izpovedne knjige. Knjiga Heaven and Hell: My Life in The Eagles (1974–2001) je izšla 1. novembra 2007 v Združenem kraljestvu, ameriška izdaja pa 28. aprila 2008 pri založbi John Wiley & Sons.
23. januarja 2002 je okrožno sodišče v Los Angelesu obravnavalo dve pritožbi, obravnava naj bi potekala septembra 2006, a je bila 8. maja 2007 sklenjena izvensodna poravnava in tožbi sta bili umaknjeni.
Leta 2003 je skupina izdala kompilacijski album The Very Best Of. Dvojni album je bila prva kompilacija skupine, ki je vsebovala material iz celotne kariere skupine, od začetkov pa do albuma Hell Freezes Over. Album je debitiral na 3. mestu lestvice in prejel trikratno platinasto certifikacijo. Z albuma je izšel nov singl, ki govori o terorističnih napadih 11. septembra 2001, »Hole in the World«. Istega leta je dolgoletni spremljevalec skupine Warren Zevon začel s snemanjem svojega zadnjega albuma, The Wind. Pri snemanju albuma so sodelovali tudi Henley, Walsh in Schmit.
14. junija 2005 so Eaglesi izdali nov dvojni DVD set, Farewell 1 Tour - Live from Melbourne, z dvema novima skladbama: Freyjevo »No More Cloudy Days« in Walshevo »One Day at a Time«. Posebna izdaja leta 2006, ki so jo prodajali v trgovinah Walmart, je vsebovala dodatno zgoščenko s tremi novimi skladbami: studijsko verzijo skladbe »No More Cloudy Days«, »Fast Company« in »Do Something«.

### 2007–2013: Svetovna turnejaLong Road Out of Eden
Zasedbo Eaglesov so leta 2007 sestavljali Frey, Henley, Walsh in Schmit. 20. avgusta 2007 je izšel singel »How Long« avtorja J. D. Southerja, skupaj z videospotom na Yahoo! Music. Po televiziji je bil videospot prvič prikazan 23. avgusta 2007 na kanalu Country Music Television med oddajo Top 20 Countdown. Skupina je skladbo izvajala že na koncertih v 70. letih, vendar je ni posnela, ker jo je Souther želel izdati na svojem prvem albumu. Souther je s skupino sodeloval že prej in je soavtor nekaterih hitov skupine, kot so »Best of My Love«, »Victim of Love«, »Heartache Tonight« in »New Kid in Town«.
30. oktobra 2007 so Eaglesi izdali prvi album z novim materialom po letu 1979, Long Road Out of Eden. Prvo leto po izdaji je bilo album v ZDA možno kupiti le prek uradne spletne strani skupine in v trgovinah Walmart ter trgovinah Sam's Club. Debitiral je na vrhu lestvic v ZDA, Združenem kraljestvu, Avstraliji, Novi Zelandiji, na Nizozemskem in Norveškem. Postal je tretji album skupine in skupno sedma izdaja skupine, ki je prejela vsaj sedemkratno platinasto certifikacijo organizacije RIAA. Henley je za CNN dejal, da je »to verjetno zadnji album, ki ga je skupina posnela.«
Eaglesi so 7. novembra 2007 prvič nastopili na podelitvi nagrad Country Music Association Awards in v živo izvedli skladbo »How Long«.
28. januarja 2008 je izšel drugi singl z albuma Long Road Out of Eden. »Busy Being Fabulous« je dosegel 28. mesto ameriške lestvice Billboard Hot Country Songs in 12. mesto ameriške lestvice Billboard Hot Adult Contemporary Tracks Leta 2008 je skupina osvojila petega grammyja v kategoriji Grammy za najboljšo vokalno country izvedbo dueta ali skupine za skladbo »How Long«.
20. marca 2008 je skupina v londonski O2 Areni začela svetovno promocijsko turnejo Long Road Out of Eden. Turneja je vsebovala tudi koncert na Rio Tinto Stadiumu v mestu Sandy, Utah. To je bil sploh prvi koncert, izveden na novem nogometnem stadionu. Turneja se je odvijala tudi v Evropi, z zadnjim koncertom 22. julija 2009 v Lizboni. Poleti 2010 je skupina koncertirala po stadionih Severne Amerike skupaj z Dixie Chicks in s Keithom Urbanom. Turneja se je nato preselila v Anglijo, kjer je skupina 1. julija 2011 igrala na Hop Farm Festivalu.
Novembra 2010 je Schmit na vprašanje, če skupina načrtuje nov album, odgovoril: »Moja prva reakcija bi bila: ni govora, ampak tako sem dejal že pred zadnjim albumom, tako da resnično ne vem. Glasbene skupine so krhke entitete in nikoli ne veš, kaj se bo zgodilo. Snemanje zadnjega albuma nam je vzelo veliko časa in veliko nas. Na neki točki smo si vzelo leto premora. Nisem siguren, če bi bili sposobni še enkrat narediti to. Ne bom povsem zanikal vprašanja, vendar resnično ne vem.« Walsh je leta 2010 dejal, da bo morda, pred njenim dokončnim koncem, izšel še en album skupine. Frey je leta 2012 v intervjuju dejal, da skupina razmišlja o izdaji EP-ja s potencialnimi 4 do 6 skladbami, ki bi bile mešanica novega materiala in priredb.

### 2013–2016: DokumentarecHistory of the Eagles, turneja in Freyjeva smrt
Februarja 2013 je skupina izdala dokumentarni film z naslovom History of the Eagles in 6. julija 2013 začela z istoimensko turnejo. Dokumentarec je istega leta prejel emmyja za najboljši glasbeni miks. Henley je o turneji, ki je potekala po vsem svetu in se končala 29. julija 2015, dejal, da bi lahko bila zadnja in da bo na turneji prisoten vsaj še en nekdanji član skupine, ki se bo vrnila k svojim koreninam. Na turneji se je kot gost pojavil tudi originalni kitarist skupine, Bernie Leadon. Walsh je dejal, da ni nikoli imel priložnosti igrati z Leadonom, da pa je bil z njim v stiku. Dejal je še, da se veseli njegovega prihoda in da bo končno lahko igral z njim. Nekdanja člana Randy Meisner in Don Felder se na turneji nista pojavila. Meisner je bil sicer povabljen, a se iz zdravstvenih razlogov turneje ni udeležil, medtem ko Felder ni bil povabljen. Čeprav so bile njegove tožbe leta 2007 umaknjene, je Henley dejal, da je Felder še vedno vpleten v pravni spor proti članom skupine.
Štirje Eaglesi (Frey, Henley, Walsh in Schmit) so bili leta 2015 izbrani za sprejem nagrade Kennedy Center Honors, vendar je bil sprejem zaradi Freyjevih zdravstvenih težav prestavljen za leto dni.
18. januarja 2016 je umrl ustanovni član skupine Glenn Frey v starosti 67 let, v predelu Washington Heights v New Yorku. Don Henley je tako ostal edini preostali član prvotne zasedbe. Po podatkih na uradni spletni strani skupine so bili vzroki Freyjeve smrti revmatoidni artritis, akutni ulcerativni kolitis in pljučnica med okrevanjem po operaciji na črevesju.
V Freyjevo čast so Eaglesi, februarja, na 58. podelitvi grammyjev, skupaj z Leadonom, koncertnim kitaristom Steuartom Smithom in soavtorjem Jacksonom Brownom, izvedli skladbo »Take It Easy«. 6. marca 2016 je Henley v intervjuju za BBC News nastop skupine na podelitvi grammyjev opisal kot dokončno slovo skupine in dejal: »Mislim, da nas ne boste več videli nastopiti skupaj.«
10. junija 2016 je bil Henley intervjuvan za revijo Rolling Stone o celotnem opusu skupine. Med razmišljanjem o albumu Long Road Out of Eden in o statusu skupine je dejal sledeče:
Ko sedaj gledam nazaj, vidim, da album vsebuje številne skladbe slovesa: »No More Walks in the Wood«, »I Don't Want to Hear Any More«, »You Are Not Alone«, »Long Road Out of Eden«, »Last Good Time in Town«, »Center of the Universe« in preroško »It's Your World Now«, Glennovo lepo filozofsko slovo ženi in otrokom. Zdi se, kot da bi vedeli, da bo to naš zadnji album. Naši oboževalci so bili čudoviti. Do konca so nam bili zvesti in na žalost je to konec. Ampak kakšna pot ... kakšna nora, čudovita pot.

### 2017–danes: Vrnitev na turneje
Marca 2017 je v javnost prišla novica, da bo skupina julija 2017 odigrala dva koncerta. 16. maja 2017 je Don Henley potrdil, da bo namesto Glenna nastopil njegov sin, Deacon skupaj s še enim glasbenikom. V medije je kasneje prišla novica, da bo z Eaglesi nastopil še Vince Gill.
Marca 2018 je skupina odšla na severnoameriško turnejo, spremljevani zasedbi pa se je kot kitarist pridružil še Will, sin Dona Henleyja.
Septembra in oktobra 2019 je skupina na treh koncertih v MGM Grand Garden Areni v Las Vegasu izvedla celoten album Hotel California ter še nekaj največjih uspešnic. Zasedbo so sestavljali Don Henley, Joe Walsh in Timothy B. Schmit ter Deacon Frey in Vince Gill, skupaj s 46-članskim orkestrom in 22-članskim zborom. Po koncertih v Las Vegasu, je skupina oznanila vest, da bo med 7. februarjem in 18. aprilom 2020 v šestih mestih izvedla turnejo "Hotel California 2020 Tour".
25. junija 2019 je časopis The New York Times Magazine uvrstil skupino Eagles med številne izvajalce, katerih master trakovi so bili uničeni leta 2008 v požaru studia Universal Studios Hollywood.

Skupina Eagles trenutno nastopa v Las Vegasu, v prizorišču Sphere v Venetian Resort. Koncerti potekajo od septembra 2024 do aprila 2025, z dodatnimi datumi zaradi velikega povpraševanja.

## Glasbeni slog
Na Eaglese so vplivale R&B, soul, bluegrass in rock skupine 60. let, kot so The Birds in Buffalo Springfield. Zvok skupine je bil opisan kot »kalifornijski rock«. Sal Manna, avtor notranjih opomb zgoščenke Hell Freezes Over iz leta 1994, je dejal, da »ni nihče čisto vedel, kaj pomeni oznaka 'kalifornijski rock' – razen mogoče, da je ta glasba, ker je v Kaliforniji vse mogoče, bolj svobodomiselna.« Revija Rolling Stone je zvok skupine opisala kot kombinacijo »country vokalnih harmonij s hard rock kitarami in besedili«.
Slog skupine je bil opisan kot country rock, soft rock, in folk rock, kasneje pa so skupino označili za izvajalko album rocka in arena rocka.
Prva dva albuma skupina vsebujeta kombinacijo tradicionalnega rock and rolla, countryja in ljudske glasbe, ki je skupini dala zvok, ki jih je popeljal v ospredje country rock in folk rock gibanj iz 70. let. Pri tretjem albumu skupine, On the Border, je skupina svoj slog približala hard rocku, stilu, ki se ga je prej samo dotikala. Pri nasledniku, One of These Nights, so odkrivali mehkejši zvok, kar se sliši predvsem pri hit singlih »Take It to the Limit« in »Lyin' Eyes«, ki sta kombinacija rocka, popa, countryja in ljudske glasbe. Album iz leta 2007, Long Road Out of Eden, je na dan ponovno zvabil zvok country rocka z začetkov skupine. Skupina je v svojih skladbah eksperimentirala tudi s številnimi drugimi zvrstmi glasbe, vključno z R&B-jem, blues rockom, funkom, pop rockom, discom, in bluegrassom.

## Člani skupine
| Trenutni člani - Don Henley – vokali, bobni, tolkala, kitare (1971–1980, 1994–2016, 2017–danes) - Joe Walsh – kitare, klaviature, vokali (1975–1980, 1994–2016, 2017–danes) - Timothy B. Schmit – bas kitara, akustična kitara, vokali (1977–1980, 1994–2016, 2017–danes) Trenutni gostujoči glasbeniki - Deacon Frey – vokali, ritem kitara, solo kitara (2017–danes) - Vince Gill – vokali, ritem kitara, solo kitara (2017–danes) - John Corey – klavir, spremljevalni vokali, tolkala, kitare (1994, 2017–danes) - Scott F. Crago – bobni, tolkala (1994–2016, 2017–danes) - Will Hollis – klaviature, sintetizatorji, spremljevalni vokali (2001–2015, 2017–danes) - Steuart Smith – kitare, mandolina, spremljevalni vokali (2001–2016, 2017–danes) - Michael Thompson – klavir, klaviature, spremljevalni vokali (2001–2015, 2017–danes) | Nekdanji člani - Glenn Frey – vokali, kitare, orglice, klaviature (1971–1980, 1994–2016) - Bernie Leadon – kitare, mandolina, banjo, pedal steel, vokali (1971–1975; turneja 2013–2016) - Randy Meisner – bas kitara, guitarrón, vokali (1971–1977) - Don Felder – kitare, mandolina, banjo, pedal steel, vokali (1974–1980, 1994–2001) Nekdanji gostujoči glasbeniki - Joe Vitale – bobni, tolkala, klaviature, spremljevalni vokali (1977–1980) - Timothy Drury – klaviature, vokali, kitare (1994–1999) - Al Garth – saksofon, violina (1994–2012) - Bill Armstrong – trobenta (2005–2010; umrl leta 2010) - Chris Mostert – tenorski saksofon, altovski saksofon (2005–2010) - Greg Smith – baritonski saksofon (2005–2010) - Les Lovitt – trobenta (2010) - Richard H. W. Davis – klaviature, spremljevalni vokal (2007–2010) - Will Henley – ritem kitara (2018) |

## Diskografija
| - Eagles (1972) - Desperado (1973) - On the Border (1974) - One of These Nights (1975) - Hotel California (1976) - The Long Run (1979) - Long Road Out of Eden (2007) - Eagles Live (1980) - Hell Freezes Over (1994) - Farewell 1 Tour - Live from Melbourne (2005) - Live from the Forum MMXVIII (2020) | - Their Greatest Hits (1971–1975) (1976) - Eagles Greatest Hits, Vol. 2 (1982) - The Best of Eagles (1985) - The Legend of Eagles (1988) - The Very Best of the Eagles (1994) - Selected Works: 1972–1999 (2000) - The Very Best Of (2003) - Eagles (2005) - The Studio Albums 1972–1979 (2013) - Legacy (2018) |

## Nagrade

### Grammyji
| Leto | Kategorija                                             | Naslov                       |
| ---- | ------------------------------------------------------ | ---------------------------- |
| 1975 | Najboljša vokalna pop izvedba dueta, skupine ali zbora | »Lyin' Eyes«                 |
| 1977 | Posnetek leta                                          | »Hotel California«           |
| 1977 | Najboljši vokalni aranžma                              | »New Kid in Town«            |
| 1979 | Najboljša vokalna rock izvedba dueta ali skupine       | »Heartache Tonight«          |
| 2008 | Najboljša vokalna country izvedba dueta ali skupine    | »How Long«                   |
| 2009 | Najboljša instrumentalna pop izvedba                   | »I Dreamed There Was No War« |

### Ostalo
- Leta 1998 je bila skupina sprejeta v Hram slavnih rokenrola v Clevelandu.
- 7. decembra 1999 je RIAA počastila Eaglese s priznanjem za najbolje prodajan album stoletja za Their Greatest Hits (1971–1975).[210]
- Leta 2001 je bila skupina sprejeta v Hram slavnih vokalnih skupin.
- Leta 2003 je televizijska hiša Country Music Television skupino uvrstila na 34. mesto Seznama 40 največjih mož countryja. Eaglesi so bili eni izmed štirih izvajalcev na seznamu, ki so bili duet ali skupina, poleg zasedb Alabama, Flatt & Scruggs in Brooks & Dunn.
- Leta 2015 je bila skupina izbrana za prejem nagrade Kennedy Center Honors, kar je najvišje ameriško odlikovanje na področju kulture in umetnosti. Nagrado naj bi prejeli 6. decembra, vendar je bila podelitev prestavljena zaradi Freyjevega šibkega zdravja.[180] Frey je mesec dni kasneje umrl.[182][183]